# Cappella di Palazzo
La cappella di Palazzo è un ambiente monumentale ed interamente affrescato del Palazzo Pubblico di Siena. Situata al primo piano del palazzo, assunse l'aspetto attuale tra il 1407 e il 1428 e fu concepita come luogo di preghiera dei governanti e funzionari della Repubblica di Siena.

## Storia
Da un punto di vista puramente strutturale, l'ambiente prese forma insieme alla prima fase della costruzione del Palazzo Pubblico, tra il 1297 e il 1310. Fu solo nel 1407, tuttavia, che l'allora Governo dei Priori avviò la realizzazione di una cappella dedicata alla Vergine come luogo di preghiera dei governanti e funzionari della Repubblica di Siena. Nel 1407 la decorazione a fresco della cappella fu affidata a Taddeo di Bartolo e tra il 1415 e il 1428 Domenico di Niccolò realizzò gli stalli del coro ligneo. Altre aggiunte seguirono fino al XVI secolo.

## Descrizione

### Architettura

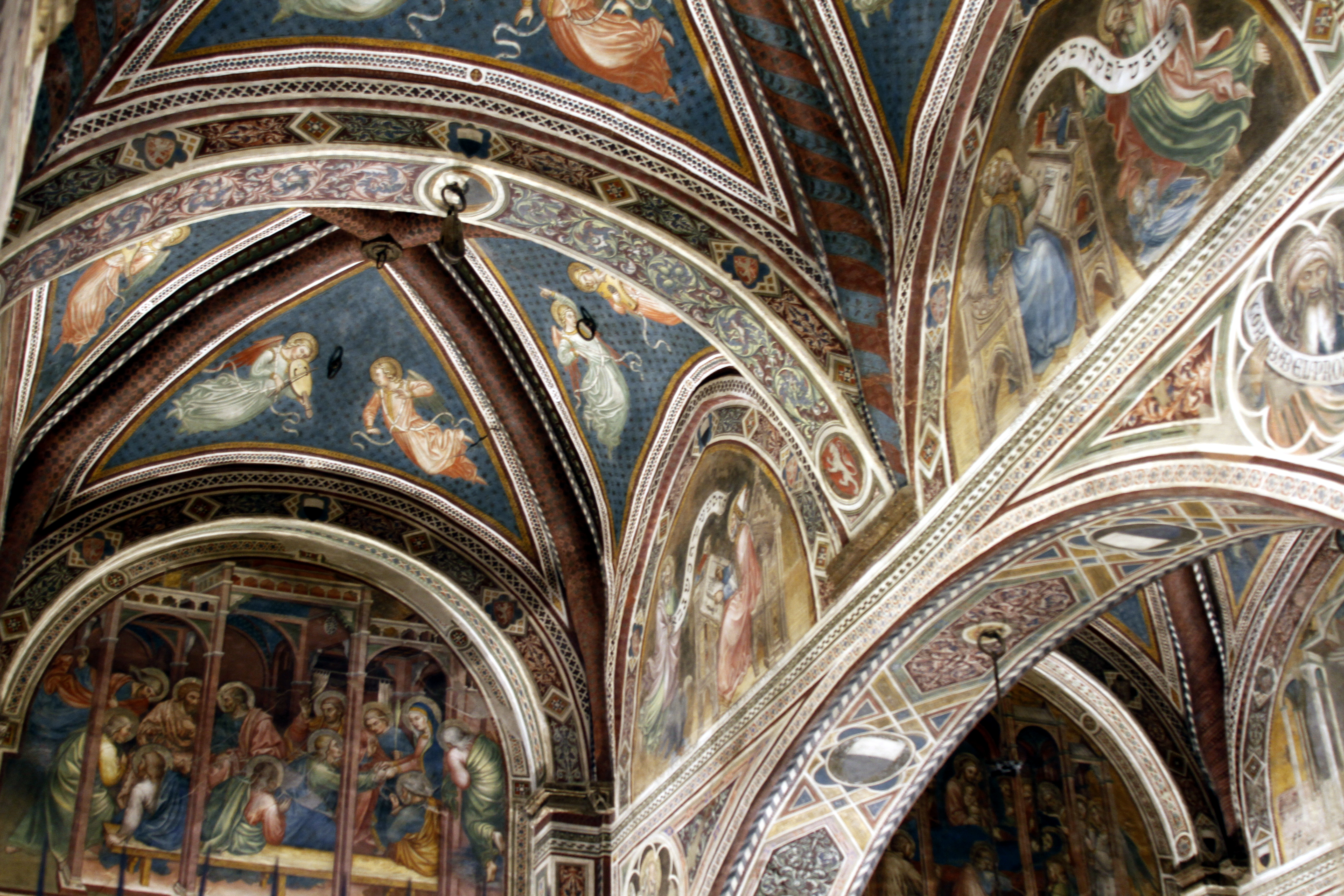
Architettura e particolare delle volte

La cappella è divisa in due campate, entrambi precedute da un grande arco che poggia su due grossi pilastri quadrati sporgenti. In ciascuna campata un arco minore longitudinale divide la volta in due crociere. Sulla parete destra due archi aperti permettono di intravedere l'attigua Sala del mappamondo.

### Affreschi di Taddeo di Bartolo

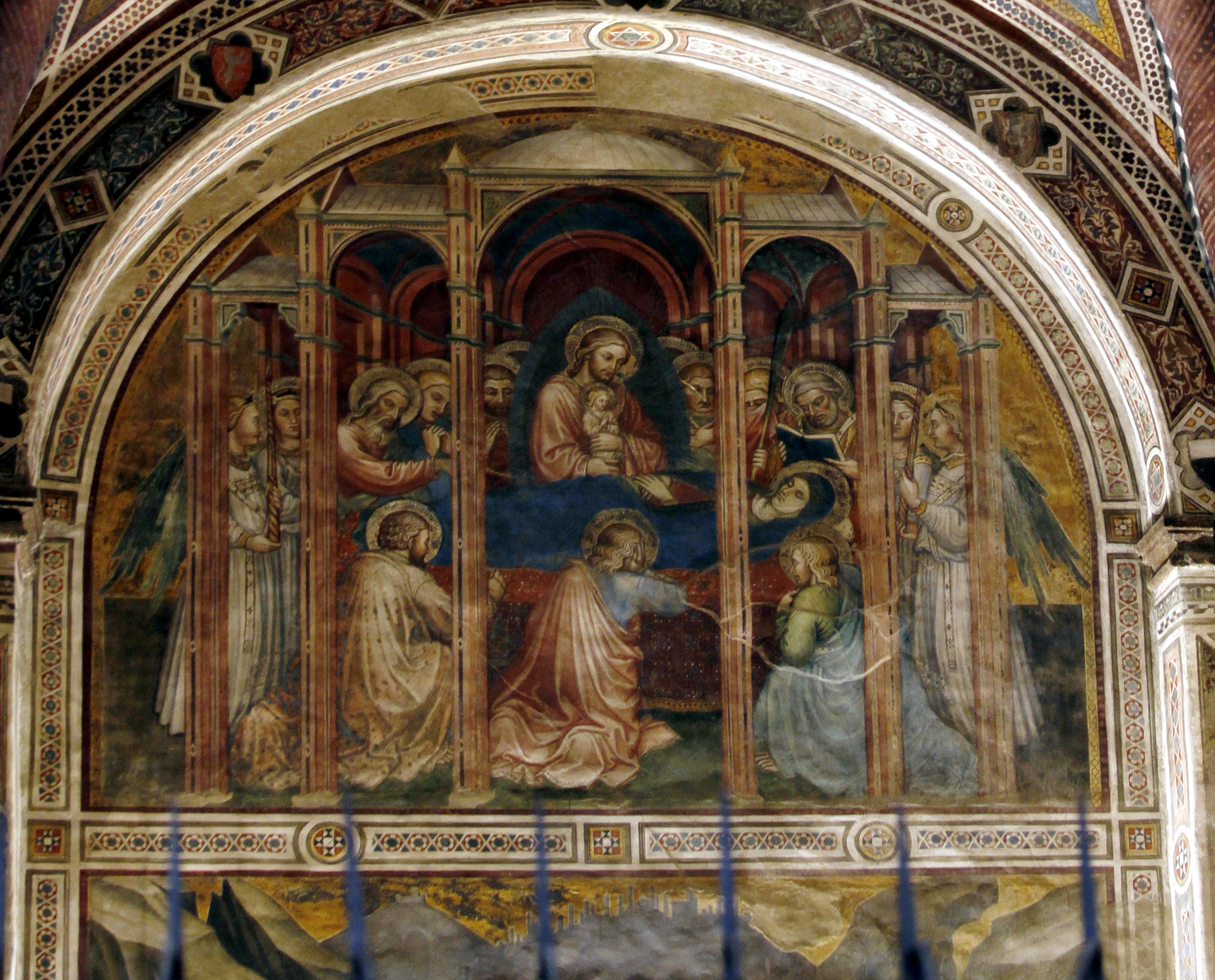
Taddeo di Bartolo, Dormitio virginis

L'accesso alla cappella avviene attraverso una cancellata in ferro battuto e stagnato, opera del 1437 di Giacomo di Giovanni e di suo figlio Giovanni. Questo è collocato in realtà oltre il primo grande arco e i primi due pilastri quadrati che delimitano la prima campata. La cappella è affrescata su tutte e tre le pareti da Taddeo di Bartolo con scene della Vita della Vergine, Santi, Evangelisti, Profeti e Virtù (dal 1407).

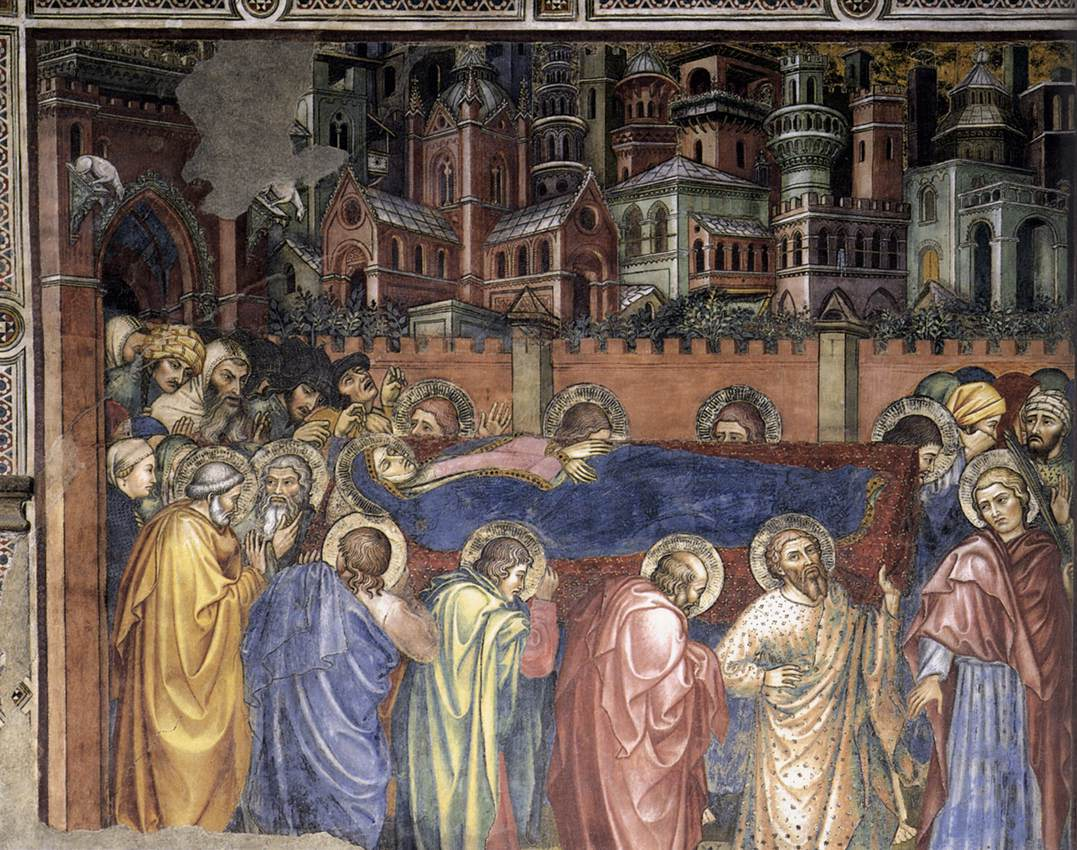
Taddeo di Bartolo, Funerali della Vergine

Gli affreschi principali di Taddeo vogliono celebrare la Santità della Vergine e raffigurano cinque scene della sua vita, ovvero l'Annunciazione sulla parete di fondo e sulla parete laterale sinistra il Congedo della Vergine dagli Apostoli (in alto a sinistra), la Dormitio Virginis (in alto a destra), il Funerale della Vergine (in basso a sinistra) e l'Assunzione della Vergine (in basso a destra).
Sulla parete di fondo, in luogo della pala d'altare cinquecentesca attuale, doveva essere presente anche un affresco della Vergine col Bambino, come fanno pensare i due angeli di Taddeo rivolti al centro e ancora visibili ai lati della pala.
Sulle volte sono raffigurati trentadue angeli musicanti (otto per crociera, due per spicchio di crociera), ciascuno recante uno o più strumenti musicali tutti diversi tra loro.
Nelle lunette sotto le volte sono raffigurati i quattro evangelisti (prima campata) e due delle tre virtù teologali, la Speranza e la Carità. La terza virtù teologale, la Fede, è raffigurata nella lunetta della parete laterale destra, sempre a livello della seconda campata. La posizione corrispondente della prima campata è invece occupata dal papa senese Alessandro III.
Negli spicchi ai lati degli archi troviamo invece i quattro profeti Isaia, Geremia, Eliseo e profeta ignoto (visibili dalla cancellata rivolti verso l'altare) e le quattro virtù cardinali, giustizia, temperanza, fortezza e prudenza (visibili dall'altare rivolti verso la cancellata).
Sui quattro pilastri quadrati sporgenti che sostengono i due archi principali troviamo invece Giuda Maccabeo, il beato Ambrogio Sansedoni, San Giovanni Battista, Santo vescovo e, sulla parete di fondo, San Pietro e San Paolo.

### Gli stalli lignei del coro

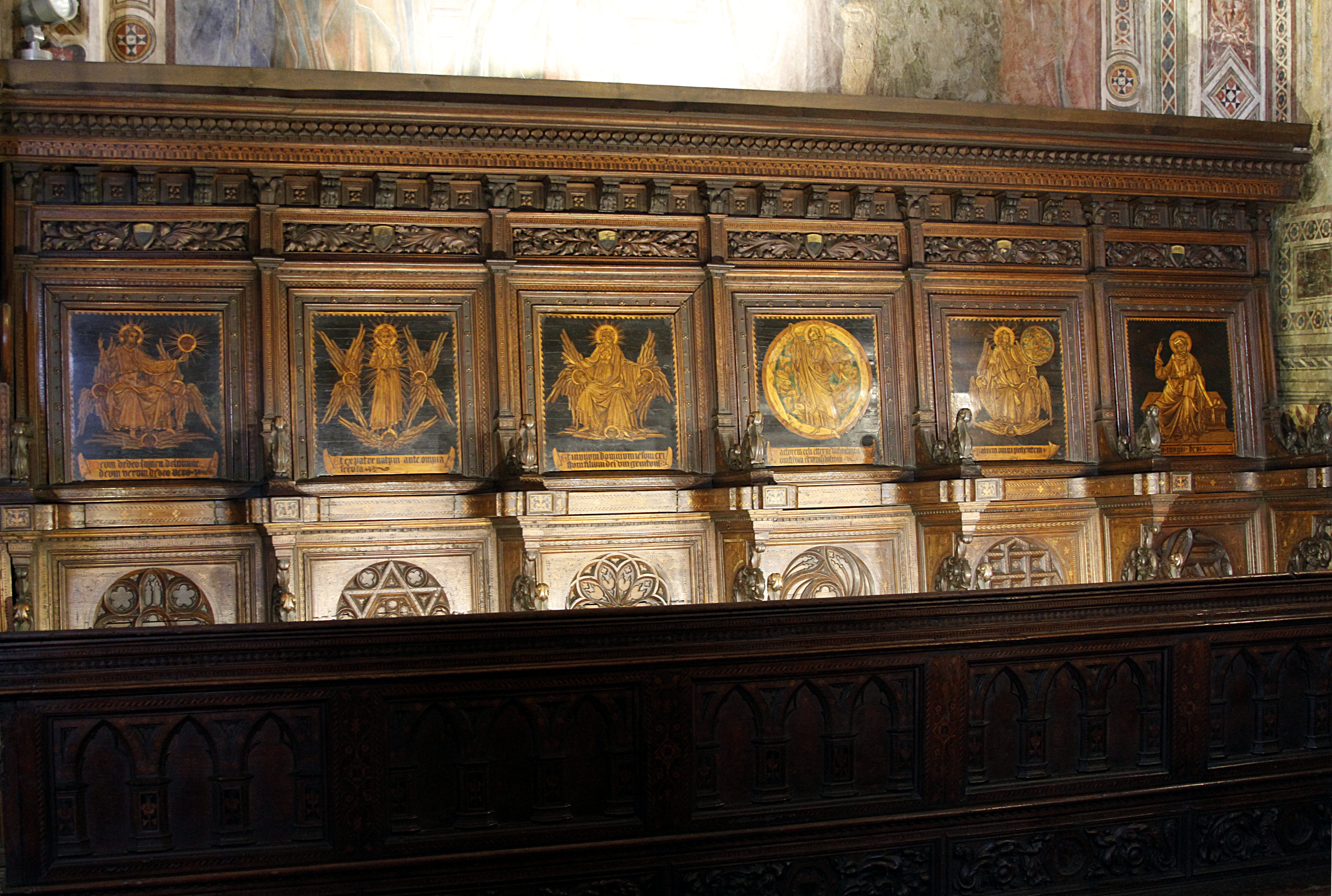
Domenico di Niccolò dei Cori, Cori lignei intagliati e intarsiati

Il finissimo coro ligneo, intagliato e intarsiato, venne eseguito da Domenico di Niccolò (1415-1428) che, per questa bellissima opera, venne soprannominato "dei Cori". Conta ventuno stalli che corrono lungo le pareti e raffigurano, negli intarsi delle spalliere, Storie del Credo.
A lui si deve anche la porta di ingresso lignea, anch'essa intagliata ed intarsiata, collocata sulla parete laterale sinistra.

### Pala d'altare
L'altare in marmo venne disegnato da Lorenzo di Mariano detto il Marrina, e riporta la tavola della Sacra Famiglia con san Leonardo di Giovanni Antonio Bazzi detto il Sodoma (1530). Entrambi componevano in realtà un altare secondario del Duomo di Siena e furono qui trasferiti nel XVII secolo.

### Altri arredi
Il ricco lampadario che pende al centro fu realizzato in legno intagliato e dorato nel 1435 circa da Domenico di Niccolò dei Cori ed è un'insolita opera d'arte con forme architettoniche gotiche dotato di ogive, pinnacoli, guglie, statuette.
Alla destra dell'altare, in posizione defilata oltre la parete laterale, si intravede l'organo a canne, opera di Giovanni di Antonio detto il Piffaro. Costruito tra il 1519 e il 1525, ha una cassa riccamente intagliata, con decorazioni di Giovanni di Pietro e Ghino d'Antonio. Lo strumento, a trasmissione integralmente meccanica originale, ha un'unica tastiera di 44 note (Do2-La5 senza Do#2) ed una pedaliera a leggio di 12 note costantemente unita al manuale. L'organo è stato restaurato nel 1983 da Pier Paolo Donati.

### Anticappella

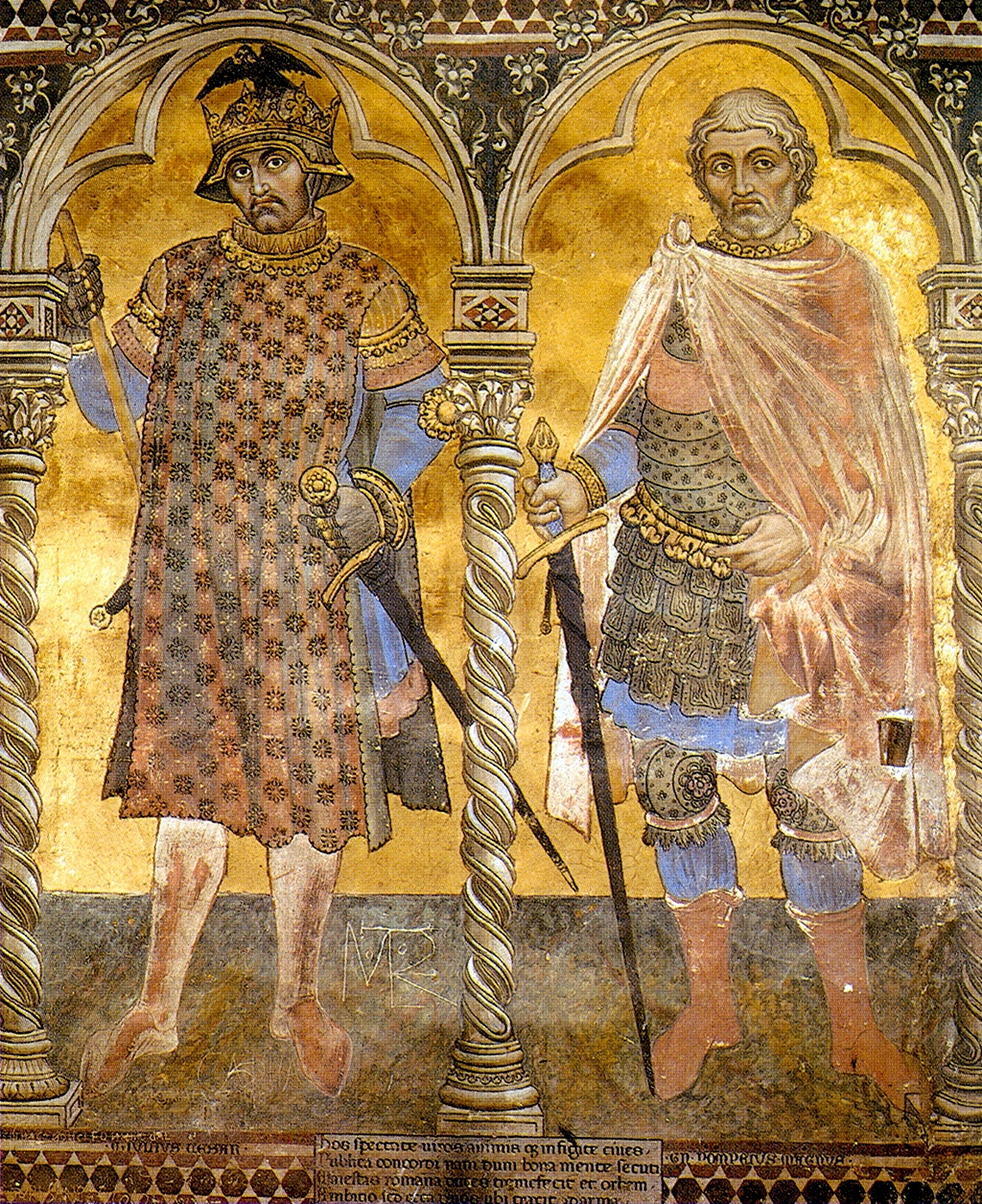
Anticappella, Taddeo di Bartolo, Cesare e Pompeo

La stanza che precede la cappella è detta anticappella e fu usata anche come anticamera del Concistorio, organo della Repubblica di Siena. Fu anch'essa affrescata da Taddeo di Bartolo (1415 circa) e riporta, nelle lunette sotto le due volte a crociera blu prive stavolta di angeli, cinque virtù ritenute necessarie al buon esercizio del potere, ovvero la Prudenza, Magnanimità, Giustizia, Fortezza e Religione.
Sulla parete principale sono riportati figure di uomini illustri della storia romana ritenute virtuose e valorose e che ben hanno rappresentato il giusto e corretto esercizio del potere. La loro presenza in un ambiente del genere si deve al recupero della cultura classica romana, da cui peraltro Siena voleva far risalire, a partire da una sensibilità sviluppata proprio in quel secolo, le proprie origini attraverso il mito della Lupa e del piccolo Senio da questa allattato.
Si deve a Taddeo di Bartolo anche il gigantesco San Cristoforo, omaggio alla chiesa di San Cristoforo che aveva ospitato, fino al 1267 almeno, le adunanze dei principali organi della repubblica senese.
In una vetrina sono esposte oreficerie come la Rosa d'oro di Pio II, capolavoro di oreficeria eseguito da Simone da Firenze (1462), una pace databile al 1390 circa, dorata e smaltata e l'elmo del Capitano del Popolo, importante opera d'arte quattrocentesca.